# Перелік ударів по житловій забудові під час російського вторгнення (травень 2024)
Удари по житловій забудові України під час російсько-української війни — воєнний злочин, скоєний російськими військовими під час повномасштабного військового вторгнення в Україну.
У переліку подано інформацію про удари по житловій та громадській забудові, а також обстріли відкритої території у яких відомо про постраждалих цивільних. Подано інформацію про атаки протягом травня 2024 року, яка була опублікована у відкритих джерелах.

## Загальна інформація
Згідно моніторингової місії ООН з прав людини в Україні відомо про 182 загиблих цивільних українців протягом травня 2024 року.

### Руйнування населених пунктів прилеглих до лінії зіткнення
У населених пунктах які знаходяться біля лінії бойового зіткнення, постійно відбуваються обстріли житлової та іншої цивільної забудови (у тому числі медичних установ, навчальних закладів, комерційної забудови). Впродовж травня 2024 року, обстріли відбувалися вздовж прикордонних громад Чернігівщини, Сумщини, та Харківщини, а також громад Запорізької, Дніпропетровської, Херсонської та Миколаївської областей із використанням ракет, безпілотників, мінометів, артилерії, реактивних систем залпового вогню, вогнем бронетехніки та стрілецької зброї.
Вздовж державного кордону:
- У Чернігівській області — Корюківська, Новгород-Сіверська, Семенівська, Сновська громади.
- У Сумській області — Білопільська, Великописарівська, Глухівська, Краснопільська, Миропільська, Новослобідська, Путивльська, Хотінська, Юнаківська громади.
- У Харківській області — Вільхуватська, Вовчанська, Дворічанська, Дергачівська, Золочівська, Липецька громади

Між тимчасово окупованою територією:
- У Харківській області — Борівська, Дворічанська, Ізюмська, Кіндрашівська, Куп'янська, Курилівська, Оскільська, Петропавлівська громади
- У Луганській області — Красноріченська, Лисичанська громади
- У Донецькій області — Званівська, Сіверська громади
- У Запорізькій області —
- У Херсонській області —
- У Миколаївській області —

## Перелік атак
Червоним кольором позначені атаки у яких відомо про загибель людей.
| дата і місце | дата і місце                        | тип зброї           | подробиці атаки, жертви (загиблі/поранені)                                           | подробиці атаки, жертви (загиблі/поранені) |
| ------------ | ----------------------------------- | ------------------- | ------------------------------------------------------------------------------------ | ------------------------------------------ |
| 01/05        | Харківська обл., Золочів            | авіабомбовий удар   | удар КАБами по автомобілю та приватному будинку, загинули цивільні                   | 2/13                                       |
| 01/05        | Харківська обл., Лелюківка          | артобстріл          | загиблі цивільні внаслідок російських обстрілів населених пунктів                    | 1/0                                        |
| 01/05        | Харківська обл., Липці              | артобстріл          | загиблі цивільні внаслідок російських обстрілів населених пунктів                    | 1/0                                        |
| 01/05        | Одеса                               | Іскандер            | внаслідок удару пошкоджено багатоповерхові житлові будинки                           | 3/3                                        |
| 01/05        | Донецька обл., Гірник               | артобстріл          | відомо про загиблих цивільних внаслідок російських обстрілів населених пунктів       | 2/0                                        |
| 01/05        | Донецька обл., Калинове             | артобстріл          | відомо про загиблих цивільних внаслідок російських обстрілів населених пунктів       | 1/0                                        |
| 01/05        | Донецька обл., Красногорівка        | артобстріл          | відомо про загиблих цивільних внаслідок російських обстрілів населених пунктів       | 1/0                                        |
| 01/05        | Харківська обл., Борова             | артобстріл          | відомо про поранену цивільну внаслідок російських обстрілів населеного пункту        | 0/1                                        |
| 02/05        | Одеса                               | ракетний удар       | пошкоджена цивільна інфраструктура, зокрема складські приміщення пошти               | 0/14                                       |
| 02/05        | Миколаївська обл.                   | Х-59                | перехоплено українською ППО, уламки пошкодили транспортну інфраструктуру             | —                                          |
| 02/05        | Харківська обл., Дергачі            | авіабомбовий удар   | росіяни завдали удару по цивільній інфраструктурі в Дергачах Харківського району     | 0/6                                        |
| 03/05        | Донецька обл., Курахове             | БпЛА, артобстріл    | відомо про обстріл житлової забудови населених пунктів                               | 1/2                                        |
| 03/05        | Донецька обл., Нетайлове            | БпЛА, артобстріл    | відомо про обстріл житлової забудови населених пунктів                               | 1/2                                        |
| 03/05        | Донецька обл., Часів Яр             | БпЛА, артобстріл    | відомо про обстріл житлової забудови населених пунктів                               | 1/2                                        |
| 03/05        | Харків                              | авіабомбовий удар   | росіяни вдарили по житловій забудові в Харкові, під удар потрапив приватний сектор   | 1/2                                        |
| 03/05        | Харківська обл., Чугуїв             | С-300/РСЗВ          | удар по критичній інфраструктурі, пошкоджено будівлі та багатоквартирний будинок     | 0/3                                        |
| 04/05        | Харківська обл., Слобожанське       | авіаудар            | обстріл житлової забулови населеного пункту, загинув цивільний чоловік               | 1/0                                        |
| 04/05        | Донецька обл., Покровськ            | артобстріл          | удар по шляхопроводу міста Покровськ, загинуло двоє цивільних мешканців              | 2/0                                        |
| 04/05        | Кропивницький                       | Х-59                | пошкоджено 20 приватних житлових будинків, 4 господарчі будівлі та газогін           | 0/1                                        |
| 04/05        | Дніпропетровська обл., Павлоград    | Shahed 136          | пошкоджено об’єкт критичної інфраструктури та три приватні будинки                   | 0/2                                        |
| 04/05        | Одеська обл.                        | Іскандер-К          | внаслідок удару пошкоджена цивільна інфраструктура та об'єкт промисловості           | 0/3                                        |
| 04/05        | Харків                              | Shahed 136          | падіння уламків дронів почалися три масштабні пожежі в різних частинах міста         | —                                          |
| 04/05        | Харків                              | С-300/авіаудар      | обстріл житлової та іншої забудови протягом дня                                      | 0/6                                        |
| 04/05        | Харківська обл., Одноробівка        | артобстріл          | пошкоджено два двоповерхові багатоквартирні будинки та один приватний будинок        | —                                          |
| 04/05        | Харківська обл., Черкаські Тишки    | авіабомбовий удар   | влучання авіабомб у житлові будинки                                                  | 0/1                                        |
| 05/05        | Харківська обл., Моначинівка        | артобстріл          | обстріл житлової забудови, під завалами загинула 88-річна мешканка села              | 1/0                                        |
| 05/05        | Харків                              | Shahed 136          | внаслідок влучання безпілотника у приватний сектор загорілися три приватні будинки   | 0/1                                        |
| 05/05        | Харків                              | авіабомбовий удар   | пошкоджені житлові будинки, авто, медичний заклад, гуртожиток, офіси                 | 0/16                                       |
| 05/05        | Донецька обл., Словʼянськ           | БМ-30 «Смерч»       | удару території Слов’янській ТЕС, пошкоджено кілька об’єктів на території станції    | —                                          |
| 06/05        | Харківська обл., Золочів            | авіабомбовий удар   | зруйновано житло, приміщення спортивної школи та низка адміністративних будівель     | 0/3                                        |
| 07/05        | Дніпропетровська обл., Нікополь     | БпЛА/артобстріл     | обстріл житлової забудови міста з артилерії та атака дроном-камікадзе                | 0/1                                        |
| 08/05        | Харків                              | артобстріл/авіаудар | відбувся російський удар по спортивному майданчику, постраждало четверо дітей        | 0/4                                        |
| 09/05        | Дніпропетровська обл., Нікополь     | артобстріл          | уражено багатоквартирні будинки, торгівельні приміщення                              | 2/2                                        |
| 09/05        | Харківська обл., Купʼянськ          | артобстріл          | ворог з артилерії обстріляв територію біля АЗС, будівлю магазину, три будинки        | 1/1                                        |
| 09/05        | Харківська обл., Липці              | артобстріл          | внаслідок артобстрілу горів дах приватного будинку та господарча споруда             | 0/1                                        |
| 09/05        | Харківська обл., Вовчанськ          | артобстріл          | відомо про обстріл населеного пункту, пошкоджено приватне підприємство               | —                                          |
| 09/05        | Харківська обл., Дергачі            | авіаудар/БпЛА       | пошкоджено АЗС, авто, близько 25 будівель та споруд, 33 торгівельні павільйони       | —                                          |
| 09/05        | Миколаївська обл., Первомайське     | Shahed 136          | внаслідок атаки частково зруйновано будівлю колишнього будинку культури              | —                                          |
| 10/05        | Харків                              | С-400/С-300         | пошкоджені будинки, прилеглі приватні домоволодіння та господарчі споруди            | 0/2                                        |
| 10/05        | Дніпропетровська обл., Нікополь     | БпЛА                | пошкоджені будівлі двох приватних підприємств і магазин та горів автомобіль          | —                                          |
| 12/05        | Сумська обл., Степок                | артобстріл          | пошкоджено житлові будинки                                                           | 1/2                                        |
| 12/05        | Харківська обл., Вовчанськ          | авіаудар/артобстріл | російськими військовими було завдано ударів по житловій забудові Вовчанська          | 0/4                                        |
| 13/05        | Чернігівська обл., Сновськ          | 9К51М «Торнадо-Г»   | пошкоджено житлові будинки, авто та цивільна інфраструктура                          | 0/3                                        |
| 13/05        | Донецька обл., Селидове             | С-300               | внаслідок обстрілу пошкоджено багатоповерхові житлові будинки та заклад освіти       | —                                          |
| 13/05        | Донецька обл., Новогродівка         | С-300               | атаковано господарчі споруди, багатоквартирні та приватні житлові будинки, авто      | —                                          |
| 13/05        | Донецька обл., Покровськ            | С-300               | атаковано господарчі споруди, багатоквартирні та приватні житлові будинки, авто      | —                                          |
| 14/05        | Харків                              | УМБП Д-30           | пошкоджено багатоповерхові житлові будинки, гаражі, нежитлова споруда                | 0/21                                       |
| 15/05        | Херсон                              | авіабомбовий удар   | росіяни скинули три авіабомби на центр Херсона, вісім багатоповерхівок зруйновано    | 0/18                                       |
| 16/05        | Харківська обл., Вовчанськ          | артобстріл          | відомо про загиблих від російських обстрілів житлової забудови                       | 1/0                                        |
| 16/05        | Харківська обл., Графське           | артобстріл          | відомо про загиблих від російських обстрілів житлової забудови                       | 1/0                                        |
| 16/05        | Харківська обл., Богуславка         | авіаудар            | постраждали приватні будинки                                                         | 0/1                                        |
| 16/05        | Харківська обл., Чугуїв             | С-300               | пошкоджено 10 житлових будинків                                                      | —                                          |
| 17/05        | Одеська обл., Одеський р-н          | Іскандер-М          | завдано удару по цивільній інфраструктурі                                            | 1/8                                        |
| 17/05        | Харків                              | авіабомбовий удар   | авіабомбовий удар керованими авіабомбами по житловим будинкам Харкова                | 3/29                                       |
| 19/05        | Харківська обл., Черкаська Лозова   | Іскандер-М          | удар по місцю відпочинку біля Харкова, і повторний удар по рятувальниках             | 7/28                                       |
| 21/05        | Донецька обл., Покровськ            | Іскандер            | влучання відбулось на подвір’ї приватного будинку, де мешкала родина                 | 2/1                                        |
| 21/05        | Харківська обл., Золочів            | авіаудар            | уражено багатоповерхові будинки, дитячий садок, школа, адміністративні будівлі, кафе | —                                          |
| 21/05        | Харківська обл., Куп'янськ-Вузловий | артобстріл          | пошкоджено об'єкти цивільної інфраструктури в центральній частині селища             | —                                          |
| 21/05        | Харківська обл., Мирне              | артобстріл          | пошкоджено приватні домоволодіння                                                    | —                                          |
| 22/05        | Харків                              | УМБП Д-30           | удар по житловій забудові, зупинці транспорту, торговим павільйонам                  | 0/12                                       |
| 23/05        | Харків                              | С-300               | удари по транспортній інфраструктурі, підприємству та приватній друкарні             | 7/16                                       |
| 23/05        | Харківська обл., Люботин            | С-300               | обстріл цивільної інфраструктури                                                     | 0/5                                        |
| 24/05        | Запорізька обл., Гуляйполе          | авіабомбовий удар   | авіабомбовий удар по приміщенню Палацу Культури                                      | —                                          |
| 25/05        | Харків                              | авіабомбовий удар   | авіабомбові удари по ТЦ Епіцентр, Центральному парку, житловим та іншим будинкам     | 18/68                                      |
| 27/05        | Миколаївська обл., Снігурівка       | ракетний удар       | пошкоджено кав'ярні, автомагазин, шиномонтаж, автомийку та авто                      | 3/6                                        |
| 29/05        | Дніпропетровська обл., Нікополь     | БпЛА                | удар дроном-камікадзе на машину швидкої допомоги, загинув водій                      | 1/1                                        |
| 30/05        | Харків                              | С-300               | влучання у інфраструктурний об'єкт, пошкоджені житлові будинки                       | 0/6                                        |
| 30/05        | Харківська обл., Мала Данилівка     | С-300               | влучання у житловий мікрорайон, магазини, медичний заклад, бібліотеку, школу         | —                                          |
| 30/05        | Харківська обл. Колісниківка,       | артобстріл          | внаслідок обстрілу горів будинок на та господарча споруда                            | 0/1                                        |
| 30/05        | Харківська обл., Руська Лозова      | артобстріл          | пошкоджено 7 приватних будинків, гараж, авто                                         | 0/1                                        |
| 31/05        | Харків                              | С-300               | руйнувань зазнав 5-поверховий житловий будинок та інші будівлі                       | 4/25                                       |